# Ao Vivo Jazz na Fábrica
Ao Vivo Jazz na Fábrica ist ein Jazzalbum von Matthew Shipp. Die 2016 auf dem Festival Jazz na Fábrica in der SESC Pompéia in São Paulo entstandenen Aufnahmen erschienen 2018 auf dem brasilianischen Label Selo SESC SP,
unter dem Titel Invisible Light -Live São Paulo 2019 auf Ezz-thetics.

## Hintergrund
Ao Vivo Jazz na Fábrica ist ein Album des Pianisten mit Eigenkompositionen und Standards wie „Angel Eyes“, „On Green Dolphin Street“, „Summertime“ und „Yesterdays“, die er als Solist während des Jazz Festivals Jazz na Fábrica 2016 in Sesc Pompeia aufgenommen hatte. In der Veranstaltungsreihe Ao Vivo Jazz in Fábrica do Selo Sesc entstanden neben der brasilianischen Gruppe Grupo Um auch Konzertmitschnitte von Anthony Braxton, William Parker und Roscoe Mitchell.

## Titelliste

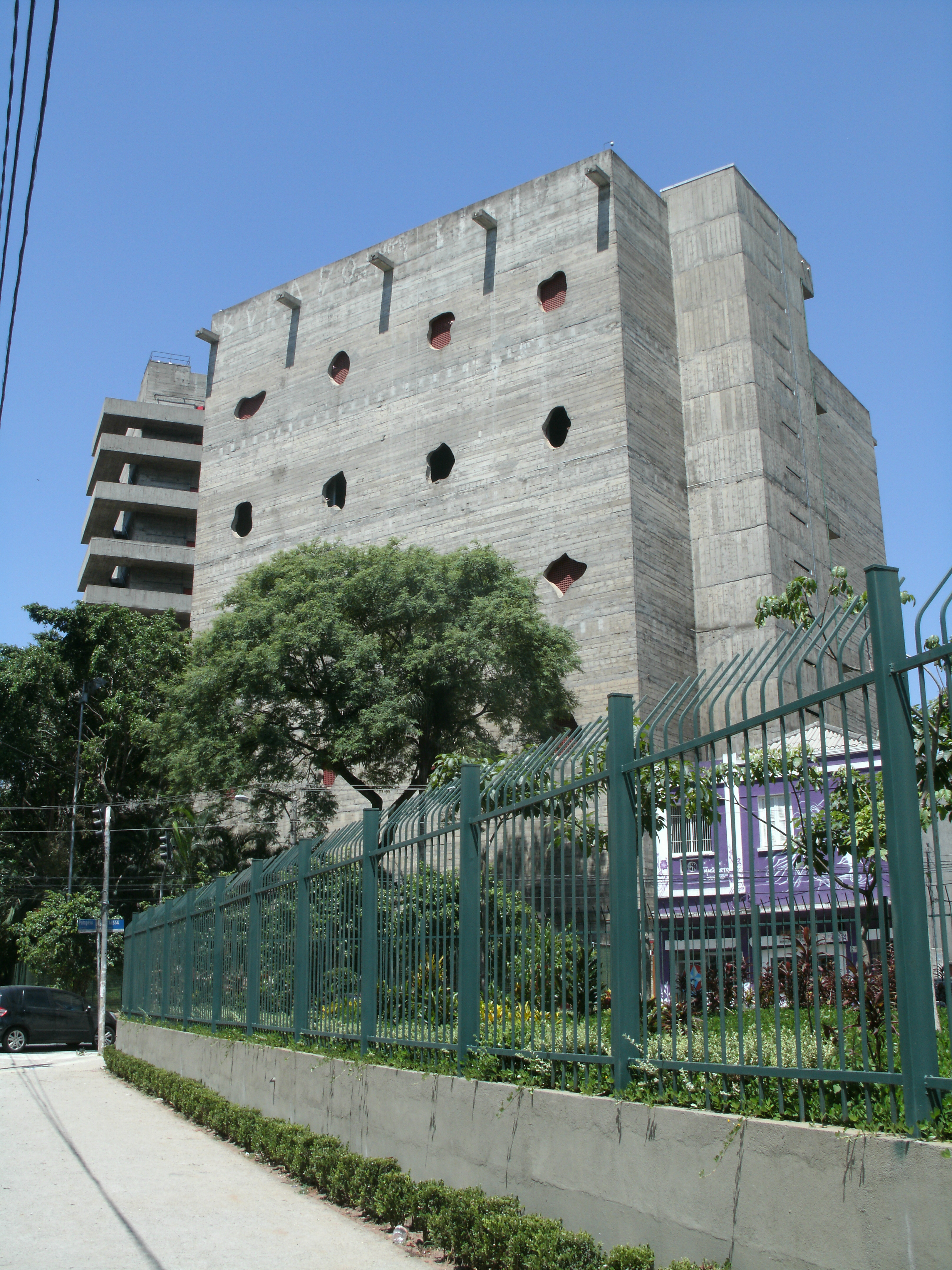
Das Sesc Pompéia in São Paulo (Außenansicht)

- Matthew Shipp: Ao Vivo Jazz na Fábrica (Selo SESC SP CDSS 0111/18)[3]

1. Symbol Systems (Matthew Shipp) 9:39
2. Angel Eyes  (Earl Brent, Matt Dennis) 5:55
3. Whole Movement (Matthew Shipp) 7:40
4. On Green Dolphin Street (Bronislaw Kaper, Ned Washington) 6:34
5. Invisible Light (Matthew Shipp) 7:02
6. There Will Never Be Another You (Harry Warren, Mack Gordon)  6:32
7. Blue in Orion (Matthew Shipp) 12:36
8. Yesterdays (Jerome Kern, Otto Harbach) 3:30
9. Patmos (Matthew Shipp) 2:13
10. Gamma Ray (Matthew Shipp) 2:13
11. Summertime (Dorothy Heyward, DuBose Heyward, George & Ira Gershwin) 2:27

## Rezeption
Bernardo Oliveira schrieb, „während der einstündigen Darbietung, in der er Klassiker wie „On Green Dolphin Street“ und „Summertime“ mit seinem kompositorischen Werk mischte, führte Shipp das Klavier vor, wie sich ein Maler auf der Leinwand hingibt: Mit technischer Präzision, Virtuosität und eindringlicher Phantasie evoziert er Tonalitäten, Rhythmen und abrupte Verschiebungen, wobei er mal ätherische Arabesken aufdeckt, mal intensiv und dramatisch auf das Klavier einhämmert. Am Ende bleibt die Methode der Schönheit: Shipp benutzt das Klavier, um die Zeit im Raum zu erkunden. Das Publikum, eingetaucht und konzentriert, begibt sich hinein. Sie scheinen sich bewusst zu sein, dass, wenn es möglich wäre, einen Stil auszumachen, der ihre Arbeit charakterisiert, dieser durch eine, sagen wir, konzeptionelle Haltung definiert wäre: Jazz nicht nur als ein festes Genre oder Repertoire zu betrachten, sondern als ein unbestimmtes Feld der Klangerkundung.“